# William Fly
William Fly, nacido probablemente en 1699, se convirtió en pirata el 28 de junio de 1726, cuando siendo suboficial a bordo del HMS Elizabeth, organizó un motín por las crueles condiciones a las que era sometida la tripulación de dicha nave y se hizo con el mando de ella.
Los marineros del Elizabeth fueron los primeros que utilizaron la bandera pirata. La nave pasó a llamarse Fames' Revenge y se dedicaron desde aquel momento a la piratería. Fly capturó cinco barcos, pero fueron hechos prisioneros por un motín de marineros pertenecientes a las naves apresadas y que fueron enrolados a la fuerza.
Conducido a Boston, fue procesado por homicidio y piratería. Fly fue ejecutado el 12 de julio de 1726.
- Datos: Q2248991
- Multimedia: William Fly / Q2248991